# Micah Richards
Micah Richards (* 24. června 1988 Birmingham) je anglický fotbalový komentátor a bývalý profesionální fotbalista, který hrával na pozici pravého obránce. Svou hráčskou kariéru ukončil v roce 2019 v anglické Aston Ville. Mezi lety 2006 a 2012 odehrál také 13 utkání v dresu anglické reprezentace, v nichž vstřelil 1 branku. Hrál také v týmu Velké Británie na olympijském fotbalovém turnaji v roce 2012.
Jako hráč hrál v Premier League za Manchester City a Aston Villu a v Serii A za Fiorentinu. Při svém debutu v anglické reprezentaci v listopadu 2006 se Richards stal nejmladším obráncem, který kdy nastoupil v reprezentačním dresu.

## Klubová kariéra
Richards začal hrát fotbal už v mládí a hrál v mládežnickém týmu Leedsu United. V roce 2000, kdy mu bylo 12 let, však byl z akademie Leedsu propuštěn. Později hrál v mládežnickém týmu Oldhamu Athletic a jako čtrnáctiletý přestoupil do Manchesteru City.
Richards se "prosadil" v Manchesteru City a během deseti sezón nastoupil ve všech soutěžích dohromady k 245 utkáním a získal s klubem titul v Premier League a FA Cupu. V srpnu 2007 byl zvolen nejlepším hráčem měsíce Premier League.
Po sezóně 2014/15 strávené v italské Serii A ve Fiorentině se v roce 2015 přesunul do Aston Villy.
Kvůli zranění kolena v červenci 2019 ukončil kariéru.

## Reprezentační kariéra
Richards nastupoval v anglických mládežnických reprezentacích U16, U19 a U21.
V A-týmu Anglie debutoval 15. 11. 2006 v přátelském zápase proti reprezentaci Nizozemska (remíza 1:1). Celkově za anglický národní výběr odehrál 13 zápasů a vstřelil v něm 1 branku. Za britský olympijský tým se zúčastnil LOH 2012 ve Spojeném království.

## Osobní život
Richards pracuje jako komentátor pro Sky Sports a BBC Sport a vystupuje v rozhlase a televizi, včetně pořadu Match of the Day. Podílí se také na vysílání Ligy mistrů UEFA pro CBS Sports.